# Phlegra Dorsa
Phlegra Dorsa és una formació geològica de tipus dorsum a la superfície de Mart, localitzada amb el sistema de coordenades planetocèntriques a 54.19 ° latitud N i 197.82 ° longitud E, que fa 2.818,61 km de diàmetre. El nom va ser aprovat per la UAI l'any 2003 i fa referència a una característica d'albedo localitzada a 35 ° latitud N i 195 ° longitud O.